# Hegyeshalom–Porpác-vasútvonal
A Dunántúl északnyugati részén fekvő Hegyeshalom–Porpác-vasútvonal a GYSEV 16-os számú vonala Győr-Moson-Sopron és Vas vármegyében. A vasútvonal teljes hosszában egyvágányú és villamosított. Szombathely és Csorna között mindennap 2 óránként InterCity közlekedik. Több megállóhely is feltételes megállóhelyként üzemel a szakaszon, a személyvonatok itt csak abban az esetben állnak meg, ha az utas jelzi leszállási szándékát, vagy a megállóban várakozik.
A pálya villamosítása 2015-ben befejeződött. A Porpác-Csorna szakaszt az év júniusában, a Csorna-Mosonszolnok szakaszt november 25-én adták át a forgalomnak.

## Történet
A vasútvonalat a Pozsony-Szombathely HÉV társaság kezdte el építeni, a társaság rövid időn belül csatlakozott a Dunántúli Helyiérdekű Vasúthoz. A Pozsonytól Hegyeshalmon át Porpácig épülő, 123 km hosszú vonalat 1891. november 9-én nyitották meg. A felépítménye 23,6 kg/fm tömegű, „i” jelű sínekből épült. A vasútvonal Csorna állomáson keresztezte a Győr–Sopron–Ebenfurti Vasút vonalát, forgalmi végpontja Szombathely állomáson volt. A vonal üzletkezelését a MÁV látta el. A vonal legnagyobb műtárgya a Pozsonyligetfalu és Pozsony között a Duna felett átívelő Ferenc József híd volt. Ennek utódján az Öreg hídon 1985-ben szűnt meg a vasúti forgalom és azt az újonnan átadott Kikötői hídra terelték. A vonalat a trianoni határ Oroszvár állomás után elvágta, az Oroszvár–Pozsony-Újváros szakasz Csehszlovákiához került. Az 1947-es Párizsi békeszerződések rendelkezései alapján Magyarország – a trianoni határok helyreállításán túl – kénytelen volt átadni újabb 3 falut a Pozsonyi hídfőnél, köztük Oroszvárt. Az új határállomás Rajka lett. A Hegyeshalom-Rajka szakasz ma az 1-es számú Budapest–Hegyeshalom–Rajka-vasútvonal része.
A vonal első villamosított szakasza Hegyeshalom-Mosonszolnok állomások között mintegy 7 km hosszban 1978-ban épült ki. Ennek a rövid állomásköznek a villamosítása annak köszönhető, hogy az akkor még jelentős Csehszlovákia-Jugoszlávia irányú teherforgalom mozdonycseréje Mosonszolnok állomáson is elvégezhetővé vált, így nem terhelve Hegyeshalom állomást. 2000-ben a Székesfehérvár–Szombathely-vasútvonal villamosításakor felsővezeték került a két vonal közös Porpác–Szombathely szakaszára is.
A vasútvonal személyszállítását 2011. december 11-től a Győr–Sopron–Ebenfurti Vasút látja el, mely 2011. október elején vette át a vonal kezelését a MÁV-tól. 2013. április 7-től a Szombathely–Kőszeg-vasútvonal és a Zalaegerszeg–Rédics-vasútvonal mellett itt vezették be Magyarországon elsőként a feltételes megállást Hanság – Nagyerdő, Magyarkeresztúr-Zsebeháza, Páli-Vadosfa, Vica, Dénesfa, Csánig, Vámoscsalád, Vasegerszeg megállóhelyeken, majd 2023. május 1-től Hanságliget és Pósfa megállóhelyeken is.
2014. szeptember 11-én megkezdődött, majd 2015. június 11-én ünnepélyes átadás keretében befejeződött az 55 km-es Csorna-Porpác szakasz villamosítása. Az első villamos mozdony 2015. május 21-én haladt végig Csorna és Porpác között, bejárva valamennyi villamosított vágányt. A hiányzó Mosonszolnok-Csorna 32 km-es szakasz villamosítása szintén ősszel zárult. A vasútvonal teljes villamosítása és a központi forgalomirányítás kiépítésének költsége 11,375 milliárd forint. A kivitelezést az MVM OVIT Zrt. vezette konzorcium végezheti el. A nyertes vállalkozás a villamosítás kivitelezésének előkészítési munkálatait már áprilisban megkezdi.
Első ütemben a Csorna és Porpác közötti szakasz készült el. Ezzel párhuzamosan elindultak a villamosítást előkészítő munkálatok a Csorna-Mosonszolnok szakaszon is. A második szakasz 2015 szeptemberében készült el, majd november 25-én hivatalosan is átadták. A beruházás során központi forgalomirányítást is kialakítottak, a vonal közlekedését pedig Csornáról irányítják. A megállókban 55 cm magas peronok és új térvilágítás is létesült. A beruházás során több, mint 1600 felsővezetéket tartó oszlopot állítottak fel.
Az utasszám 2014-ben Szombathely és Rajka között megközelítette az 1,6 millió főt.

## A pálya felépítménye
A vasútvonalat az 1970-es évek elején építették át utoljára, ma végig 48 kg/fm sínrendszerű. A Szombathely és Porpác közötti Székesfehérvár–Szombathely-vasútvonallal közös pályaszakasz kétvágányú, 54 kg/fm sínrendszerű, ezen szakaszon 120 km/h/80-100km/h az engedélyezett sebesség, máshol többnyire 100 km/h. A vonalon több helyen 60km/h egy hosszabb szakaszon pedig 40km/h sebességkorlátozás van.
Az állomási D55-ös és a vonali biztosítóberendezéseket az 1970-es évek végén építették ki. Átépítése a villamosítással egyetemben megtörtént.

## Forgalom
A vonalon ütemes menetrend van érvényben. Kétóránként közlekedik személyvonat Hegyeshalom és Szombathely között, továbbá InterCity vonatok indulnak Budapest felől Szombathely, Szentgotthárd, valamint Graz felé. Rendszeres teherforgalom is van a vonalon.
A lista a 2020–2021-es menetrend adatait tartalmazza. A páratlan vonatszámú járatok Csorna/Hegyeshalom felé, a páros vonatszámú járatok Szombathely felé közlekednek.
| Vonat                   | Útvonal                                                                                       |
| személyvonat            | személyvonat                                                                                  |
| ----------------------- | --------------------------------------------------------------------------------------------- |
| személy                 | (Rajka –) Hegyeshalom – Csorna                                                                |
| személy                 | (Hegyeshalom –) Csorna – Szombathely                                                          |
| személy                 | Zalaegerszeg → Szombathely → Csorna → Győr                                                    |
| InterCity               |                                                                                               |
| IC 912/923 BOROSTYÁNKŐ  | Budapest-Keleti – Tatabánya – Győr – Csorna – Szombathely (– Szentgotthárd)                   |
| IC 911/922 CLAUDIUS     | Budapest-Keleti – Tatabánya – Győr – Csorna – Szombathely (– Szentgotthárd)                   |
| IC 914/919 SAVARIA      | Budapest-Keleti – Tatabánya – Győr – Csorna – Szombathely (– Szentgotthárd)                   |
| IC 913/924 SZENT MÁRTON | Budapest-Keleti – Tatabánya – Győr – Csorna – Szombathely (– Szentgotthárd)                   |
| IC 916/917 ALPOKALJA    | Budapest-Keleti – Tatabánya – Győr – Csorna – Szombathely (– Szentgotthárd)                   |
| IC 925/926 RÉPCE        | Budapest-Keleti – Tatabánya – Győr – Csorna – Szombathely (– Szentgotthárd)                   |
| IC 918 ISEUM            | Budapest-Keleti – Tatabánya – Győr – Csorna – Szombathely (– Szentgotthárd)                   |
| IC 915 ÍROTTKŐ          | Budapest-Keleti – Tatabánya – Győr – Csorna – Szombathely (– Szentgotthárd)                   |
| IC 317/318 RÁBA         | Budapest-Keleti – Tatabánya – Győr – Csorna – Szombathely – Szentgotthárd – Graz Hauptbahnhof |

## Járművek
A vonalon közlekedő InterCity vonatokat jellemzően MÁV 480-as, MÁV 470-es, valamint 2017-től GYSEV 471-es mozdonyok vontatják. A villamosítás előtt MÁV M62-es valamint GYSEV 651-es dízelmozdonyok dolgoztak a viszonylatban, de gyakran lehetett találkozni Bzmot motorvonatokkal is. A személyvonatokat jelenleg főként a GYSEV Flirt motorvonatai bonyolítják, de előfordulnak a vonalon Jenbacher típusú dízel motorvonatok is. A tehervonatokat jellemzően GYSEV V43-as mozdonyok továbbítják, de előfordul számos magánvasúti mozdony is. A koperi kikötő teherforgalmának egy része ezen a vonalon bonyolódik le, a GYSEV kedvező hozzáállása miatt a tehervonatok általában gyorsan leközlekednek a vonalon.

## Galéria

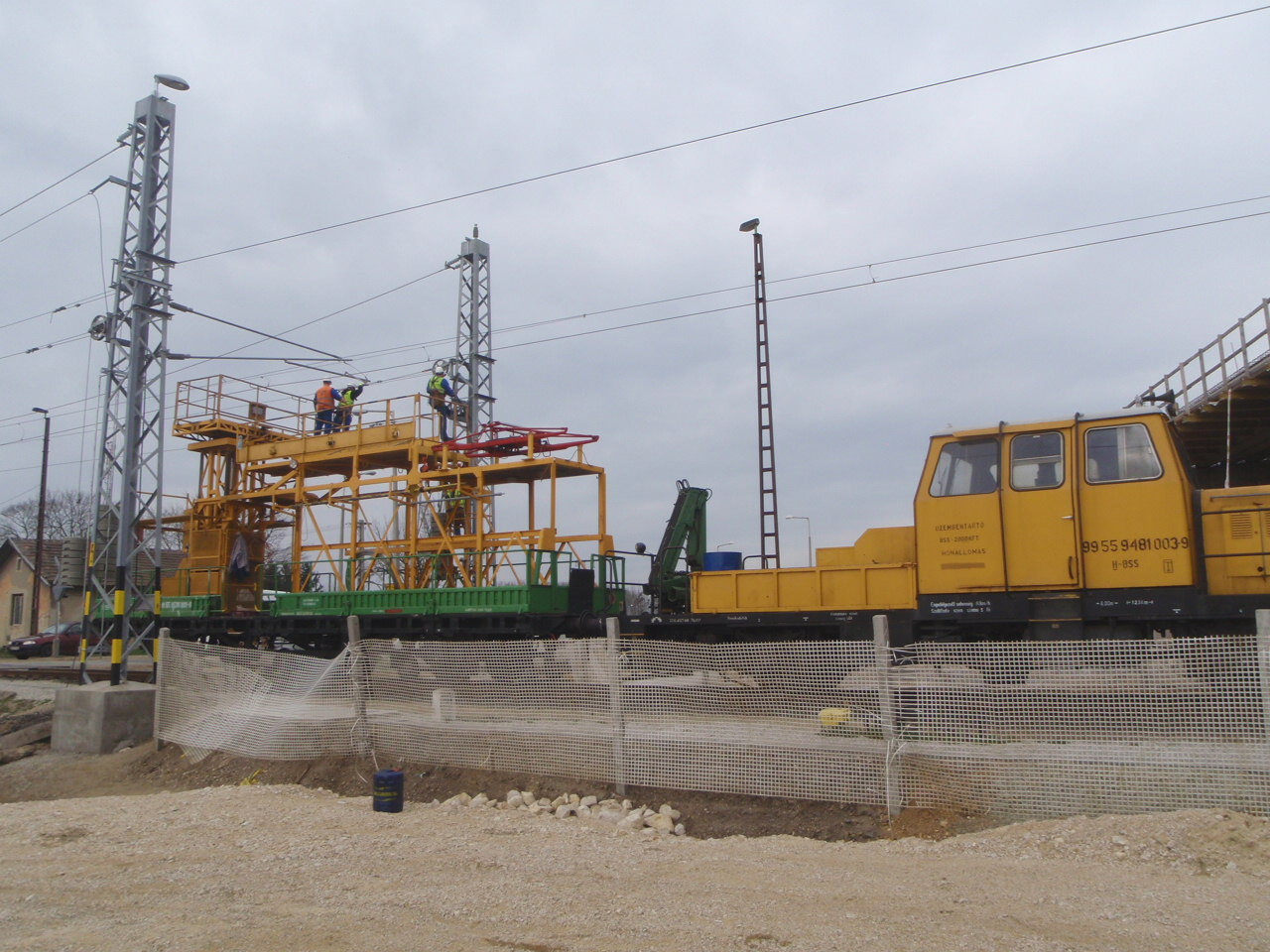
16-os vasútvonal villamosítása Hegyfalunál
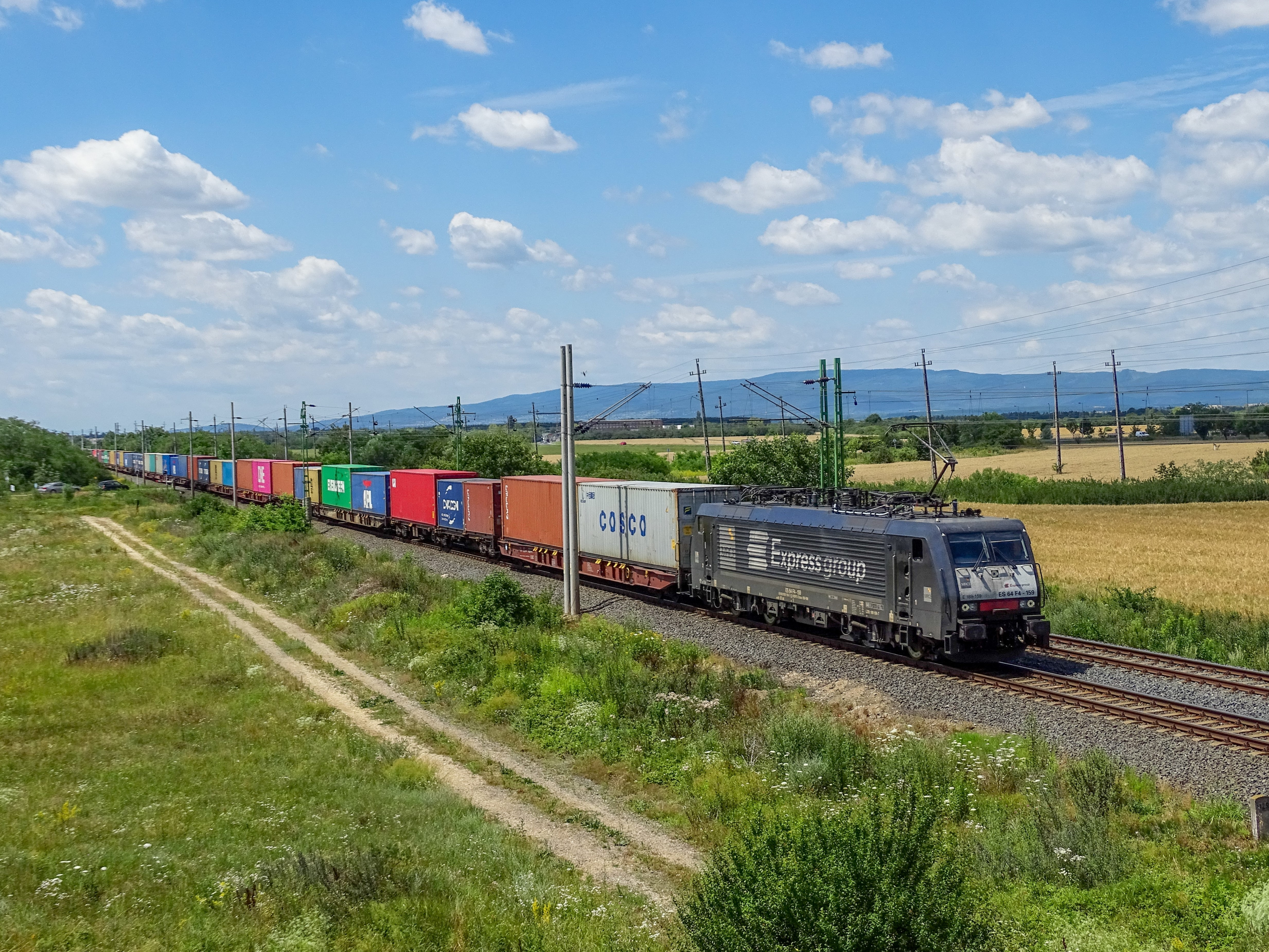
Koper-Pozsony konténervonat a vonalon
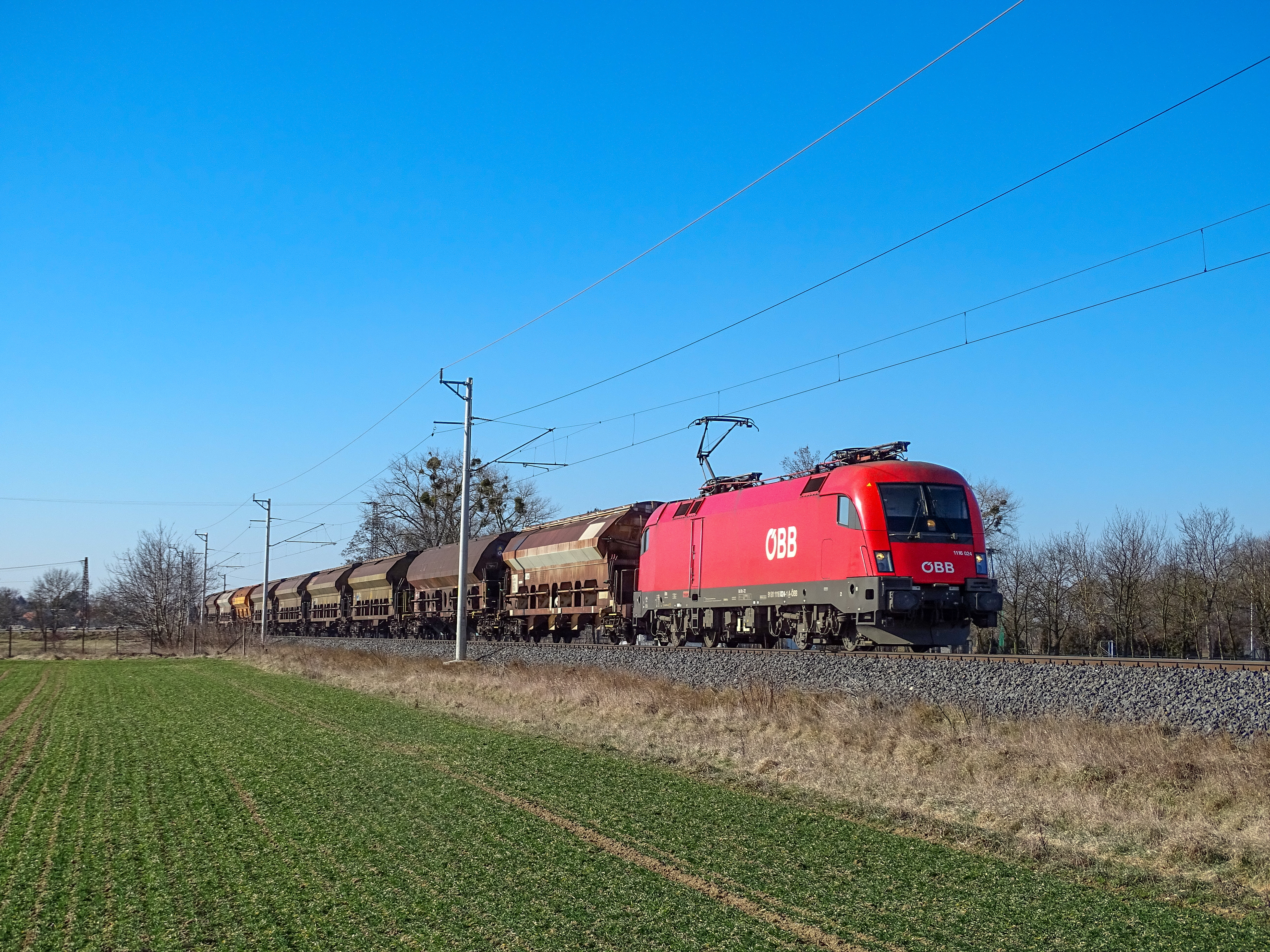
Tehervonat Beled és Vica között